# سلموناوات
السلموناوات (الاسم العلمي:Salmoninae) هي أسرة من الأسماك تتبع فصيلة السلمونيات من رتبة سلمونيات الشكل.

## الأجناس
- السلمون الأوروبي
- سلمون الباسيفيك
- اللينوك
- الهوشو
- سلمون الشار
- شار طويل الزعنفة
- †السلمون الفجري (منقرض)